# أليكساندر إيبرت
أليكساندر إيبرت هو نقابي وسياسي فرنسي، ولد في 4 مارس 1921 في السين البحرية في فرنسا، وتوفي في 16 يناير 2010 في ريزي في فرنسا. نشط حزبياً في French Section of the Workers' International ‏.